# Kenneth Thompson
Kenneth (Ken) Thompson (født 1943 i New Orleans, Louisiana) er amerikansk datalog og styresystempioner. Thompson er kendt som opfinderen af UNIX og som en fremragende programmør med en særlig kortfattet og klar stil. Thompson har med sin måde at programmere og løse problemer på påvirket en hel generation af programmører.
Thompson er uddannet ved University of California, Berkeley, hvorfra han modtog en mastergrad i electrical engineering (svarende til en dansk civilingeniør i svagstrøm) i 1966. Thompson kom umiddelbart herefter til Bell Labs, hvor han var ansat hele sit professionelle liv.
Thompson arbejdede på Multics-projektet, og da Bell Labs trak sig ud af dette projekt i 1969 brugte Thompson ideer herfra til inspiration for UNIX-styresystemet, som han udviklede sammen med Dennis Ritchie.
Thompson skabte i denne periode også programmeringssproget B, forløberen for Ritchies programmeringssprog C.
Thompson omskrev og udvidede i 1973 UNIX i C, hvorved UNIX blev det første styresystem skrevet i et højniveausprog.
Thompson var i 1975-1976 gæsteprofessor ved University of California, Berkeley, hvor han videreudviklede sin Pascal-oversætter og medvirkede til at danne det aktive UNIX-miljø, der senere skabte BSD UNIX-varianterne.
I 1980 vandt Thompson verdensmesterskabet i computerskak med sin skak-computer Belle, og senere udviklede han sammen med Rob Pike styresystemet Plan 9 hvor alle elementer er distribuerede. Under arbejdet med Plan 9 udviklede Thompson tegnsættet UTF-8.
Thompson og Ritchie modtog i 1983 Turing Award "for deres udvikling af styresystemteori og for dennes implementering i UNIX-styresystemet" (engelsk:
"for their development of generic operating systems theory and specifically for the implementation of the UNIX operating system").
Thompson forlod Bell Labs i december 2000. I dag arbejder han for Google, hvor han har været med til at skabe programmeringssproget Go.